# Forchetta da pesce

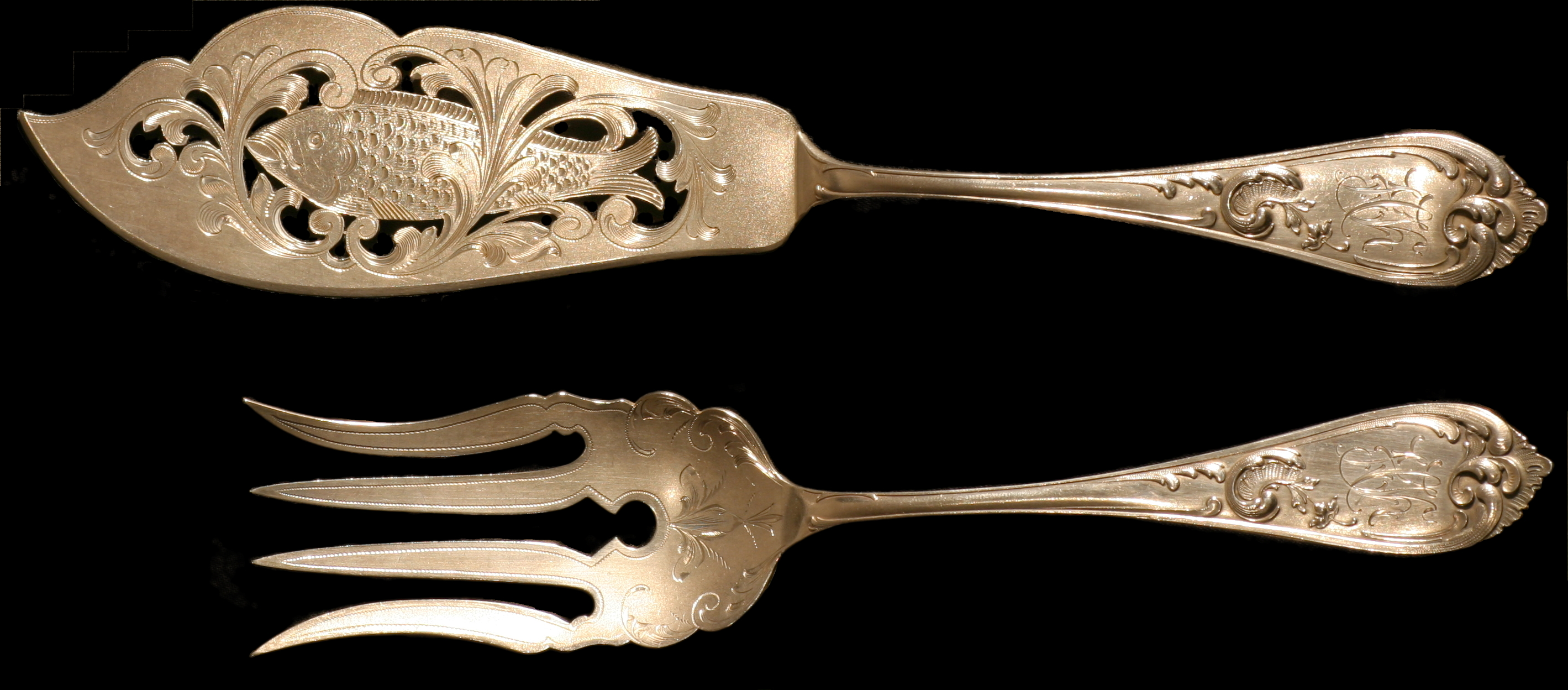
Coltello e forchetta da pesce cesellati in argento del XIX secolo

La forchetta da pesce è un tipo di forchetta usata per mangiare il pesce a tavola. Fa parte del coperto in apparecchiature formali dove viene posta con le altre forchette alla sinistra del piatto. Realizzata interamente in metallo (acciaio inox, alpacca e/o argento), ha la stessa dimensione, a volte ha la stessa forma di una forchetta normale, leggermente appiattita e con i quattro rebbi che non iniziano tutti sulla stessa linea, lo spazio centrale risulta più scavato nel corpo oppure con tre rebbi di cui quello centrale più corto.
Caratteristica che distingue le posate da pesce dalle altre sono delle piccole tacche, come quelle sui lati della forchetta in fotografia.

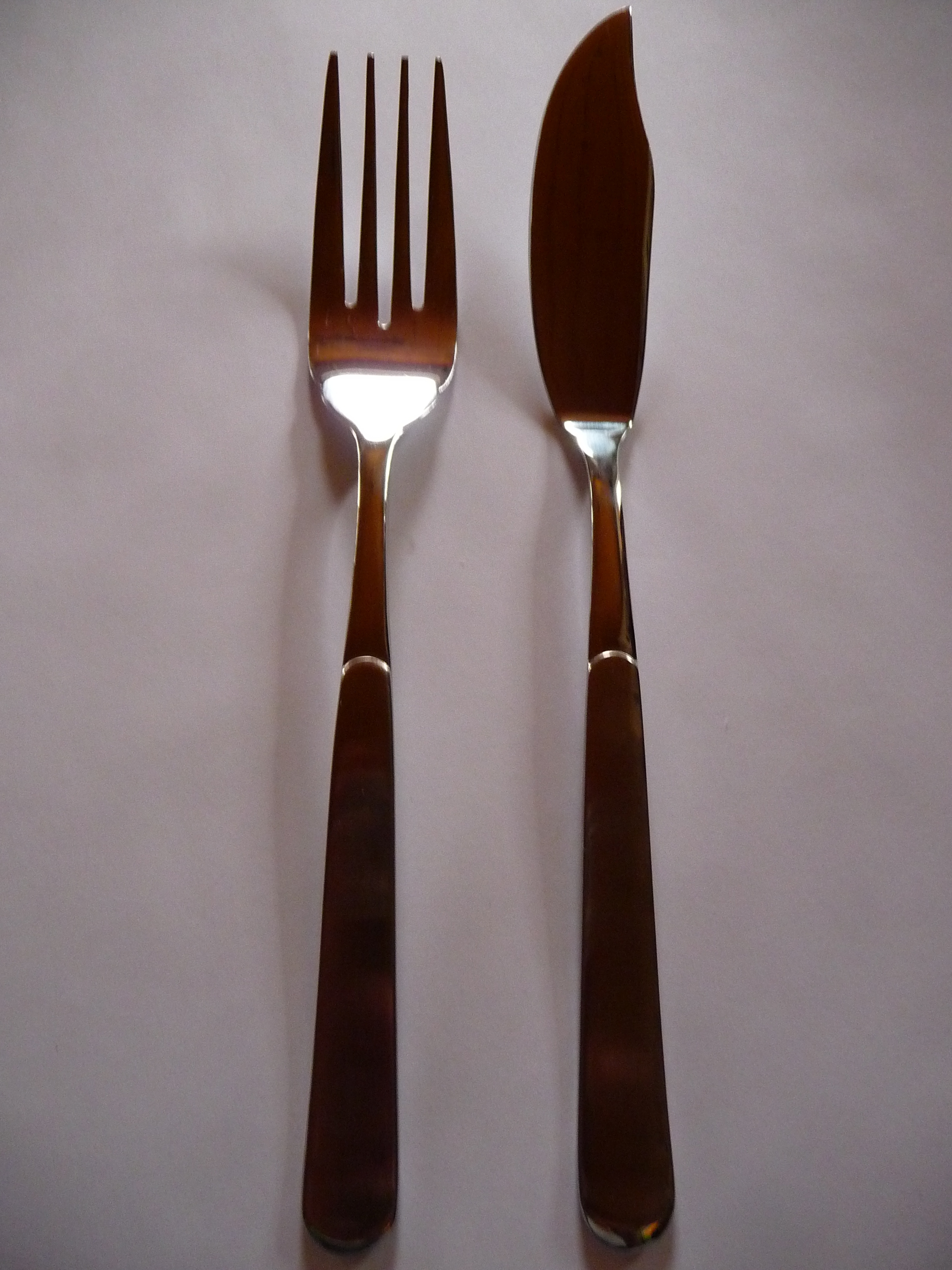
Moderne posate da pesce